# 石川昌能
石川 昌能（いしかわ まさよし）は、江戸時代前期の山城国淀藩の世嗣。官位は従五位下・日向守。

## 略歴
石川憲之の長男として誕生。正室は藤堂高次の娘。
伊勢亀山藩（のち山城淀藩）の嫡子として生まれる。寛文8年（1668年）徳川家綱に御目見し、寛文11年（1671年）、従五位下日向守に叙任された。しかし家督相続前の天和2年（1682年）に25歳で死去した。代わって長男・勝之が世子となった。